# Pseudotrachypus martinicensis
Pseudotrachypus martinicensis là một loài rêu trong họ Trachypodaceae. Loài này được (Broth.) W.R. Buck mô tả khoa học đầu tiên năm 1994.